# 남자 800m 달리기 대한민국 기록 추이
남자 800m 달리기 대한민국 기록 추이는 다음과 같다.
| # | 기록        | 차이     | 선수   | 소속     | 날짜         | 대회명                                 | 개최지        | 경기장          | 주석 및 기타                    | 동영상 |
|   | 1분 51초 1  | -        | 박석관 | 육군     | 1974         |                                        |               |                 |                                 |        |
|   | 1분 51초 0  | - 0.1초  | 박석관 | 고려원양 | 1975         |                                        |               |                 | [ 1 ]                           |        |
|   | 1분 49초 8  |          | 김복주 | 동아대   | 1981. 05. 10 | 제10회 전국 종별 육상 경기 선수권 대회 | 대한민국 서울 | 서울 운동장     | 종전 1.50.0                     |        |
|   | 1분 46초 93 | - 0.62초 | 류태경 | 부산대   | 1987. 06. 12 | 제15회 KBS배 전국 육상 경기 대회       | 대한민국 서울 | 올림픽 주경기장 | *종전 1분 47초 55 (김복주 82년) |        |
|   | 1분 46초 34 | - 0.59초 | 이진일 | 경희대   | 1992. 09. 19 | 세계 주니어 육상 선수권 대회           | 대한민국 서울 | 올림픽 주경기장 | [ 4 ]                           |        |
|   | 1분 45초 41 | - 0.93초 | 이진일 | 경희대   | 1994. 05. 14 | 제23회 전국 종별 육상 선수권 대회      | 대한민국 서울 | 올림픽 주경기장 | 아시아 신기록                   |        |
|   | 1분 44초 14 | - 1.27초 | 이진일 | 경희대   | 1994. 06. 17 | 제48회 전국 육상 경기 선수권 대회      | 대한민국 서울 | 올림픽 주경기장 | 아시아 신기록                   |        |

## 같이 보기
- 여자 800m 달리기 대한민국 기록 추이
- 800m 달리기 세계 기록 추이